# Eugenio Canfari
Eugenio Canfari (Gênova, 16 de outubro de 1878 – Turim, 23 de março de 1962) foi um jogadores de futebol e dirigente esportivo italiano. Foi um dos primeiros jogadores de futebol italiano, atuou pela Juventus de Turim como zagueiro.

## Vida e carreira

### Primeiros anos
Eugenio Canfari nasceu na cidade de Gênova, uma cidade e comuna italiana da região da Ligúria, em 16 de outubro de 1878.

### Juventus Football Club
No final de 1897, Eugenio e seu irmão mais novo, Enrico Canfari, e mais 11 alunos da escola Massimo D'Azeglio Lyceum em Turim, fundaram a Sport Club Juventus, o primeiro nome do clube de futebol conhecido atualmente como Juventus Football Club, ou simplesmente, Juventus de Turim, ou Juve. E no mesmo ano, Eugenio Canfari tornou-se o primeiro presidente do recém-fundado clube de futebol de Turim, cargo que ocupou por um ano apenas, antes de passar a presidência em 1898 para seu irmão Enrico Canfari, este alterou o nome do clube para Juventus Football Club.

### Morte
Eugenio Canfari morreu em Turim em 23 de março de 1962.